# PEX11B
PEX11B‏ (Peroxisomal biogenesis factor 11 beta) هوَ بروتين يُشَفر بواسطة جين PEX11B في الإنسان.